# Gabriele Altilio
Gabriele Altilio (Caggiano, 1436 - Policastro, 1501) fue un poeta, obispo católico de Policastro y humanista italiano. Fue uno de los más grandes poetas en lengua latina de la corte aragonesa de Nápoles.

## Biografía
No se sabe nada de su juventud pero, gracias a su gran erudición (llegó a dominar el latín, griego y filosofía) y calidad de literato (lo llamaron Elegantissimus poeta), pronto llegó a Nápoles, convirtiéndose en amigo de Giovanni Pontano y académico pantaniano.
Pontano (que más tarde sería director de la academia) lo estimaba al punto de citarlo en algunas de sus obras y dedicarle el De magnificentia; además, sugirió al Duque de Calabria (futuro rey de Nápoles Alfonso II) que lo eligiera para educar a su hijo Ferrandino, que sucedió a su padre como Fernando II de Nápoles.
También fue un hábil diplomático en la corte de Fernando I y de Alfonso II. En ese cargo, fue enviado varias veces a Roma, siguió a Alfonso en la guerra contra Venecia, negoció con Pontano la paz de Bagnolo y estuvo en el Principado de Capua en los Orsini de Vicovaro. Con Fernando estuvo en Puglia durante la represión de los rebeldes de Baroni y en Romaña para concordar una política común contra Carlos VIII de Francia.
La llegada de Carlos VIII llevó a Alfonso II a abdicar en favor de su hijo Ferrandino (21 de enero de 1495), con lo que Altilio se convirtió en su Secretario, de hecho, muchos documentos reales de esa época están firmados como Ferdinandus - Altilius, incluyendo el texto con la abdicación del joven el 23 de febrero tras no poder hacer nada contra la invasión francesa.
En dicho punto, Gabriele Altilio dejó Nápoles y se retiró a su obispado de Policastro, donde murió en 1501. No muy lejos de las costas de Melandro, precisamente en la localidad Fuossi de Caggiano, se encuentran los restos de su casa de campo.

## Obras
- Epitalamio con ocasión del matrimonio de Isabel de Aragón y Gian Galeazzo Sforza, duque de Milán en enero de 1489, publicada de manera póstuma en 1528.
- Carmina ed elegie, conservado en la Biblioteca Nacional de Austria.